# Паньяни, Андреина
Андреина Паньяни (итал. Andreina Pagnani; 24 ноября 1906, Рим — 22 ноября 1981, Рим) — итальянская актриса.

## Биография
Родилась в Риме. В юном возрасте Паньяни изучала арфу и фортепиано, затем посвятила себя театру и затем поступила в театральные труппы Artistica Operaia e Giovanni Emanuel. За короткое время Паньяни стала Примадонной итальянского театра, работая в том числе с Тото, Джино Черви, Габриэле Ферцетти, Лореттой Мазьеро.
В кино дебютировала в 1924 году в немом фильме «L'Osteria di Mozzadita». Её кинодеятельность была долгой, но очень нерегулярной и почти полностью состояла из второстепенных ролей. Получила большую популярность в качестве жены Мегрэ в телесериале «Le inchieste del commissario Maigret», транслировавшемся на канале RAI с 1964 по 1972 год.
Паньяни также была очень активна в качестве актрисы голоса и дубляжа. Она озвучивала таких актрис, как Марлен Дитрих, Бетт Дэвис, Ронда Флеминг, Глория Свенсон, Кэтрин Хепберн, Барбара Стэнвик, Грета Гарбо, Джинджер Роджерс и многих других. Она была одной из первых выдающихся итальянских актрис дубляжа наряду с Лидией Симонески, Розеттой Калаветтой, Джованной Скотто и Тиной Латтанци.